# Just de Clermont
 Juste ou  Just (en latin Justus ou  Iustus) était un religieux du haut Moyen Âge qui fut évêque de Clermont au VIIe siècle.
Il est reconnu comme saint par l'Église catholique romaine et l'Église orthodoxe.

## Biographie
On ne dispose que de très peu d'informations sur cet évêque. Il a succédé à Avol en 615 et son épiscopat s’est terminé en 620.  